# Овсяночники
Овсяночники (лат. Phrygilus) — род воробьиных птиц из семейства танагровых. Представители рода распространены в Южной Америке.

## Классификация
Ранее представителей рода Phrygilus относили к семейству овсянковых (Emberizidae), однако по результатам молекулярно-филогенетических исследований их, вместе с рядом других видов, перевели в семейство танагровых (Thraupidae). Ряд молекулярно-филогенетических исследований показал полифилитичность рода Phrygilus. По результатам дальнейшей реорганизации P. fruticeti был переведен во вновь созданный монотипический род Rhopospina; P. alaudinus и P. carbonarius были переведены в род Porphyrospiza; P. dorsalis и P. erythronotus — в род Idiopsar; P. unicolor и P. plebejus — в род Geospizopsis.

## Список видов
В состав рода включают четыре вида:
- Phrygilus atriceps (Orbigny et Lafresnaye, 1837) — Черноголовый овсяночник
- Phrygilus gayi (Gervais, 1834) — Кордильерский овсяночник
- Phrygilus patagonicus Lowe, 1923 — Патагонский овсяночник
- Phrygilus punensis Ridgway, 1887